# Йоган Август Меєрфельт
Йоган Август Меєрфельт (швед. Johan August Meijerfeldt den äldre; 1664 рік — 9 листопада 1749 рік) — шведський військовий діяч, граф (1714).

## Біографія
Йоган Август Меєрфельт був сином головного інспектора Андерса Мейєра де Фестена (швед. Anders Meijer till Festen). Батько здобув титул Шведського дворянина в Лівонії, після чого прийняв ім'я на Меєрфельт (швед. Meijerfeldt). Мати, Анна Катаріна Вольф де Дерту (швед. Anna Catharina Wolf till Dert), була дочкою королівського комісара та головою монетного двора Риги Мартен Вольф (швед. Mårten Wolf) та сестрою Генріка Вольфа (швед. Henrik Wolf), якого в Швеції посвятили в лицарі під ім'ям Вольфенсколд (швед. Wolfensköld). 
Він розпочав свою кар'єру добровольцем у полку фон Палена як кінник. Пізніше отримав підвищення в ряді завербованих полків. А У 1701 році став підполковником в кавалерійському полку графства Турку та Порі.          
Меєрфельт просувався по військовим посадам у наступному порядку:          
- У 1704 році став генерал-майором у кавалерії;
- У 1710 році став Генерал-лейтенантом;
- У 1711 році став Командиром у Щецині;
- У 1713 році став Генерал-генерал-губернатором на Померанії.

Того ж року він був призначений королівським канцлером, а згодом став виконуючим обов'язки канцлера протягом 1719-1720 рр. 
Меєрфельт був одним з небагатьох генералів, якому Карл XII доручив незалежне командування. 
Меєрфельт привів каролінгську кавалерію до перемоги проти упівтора більшої саксонської армії у битві при Познані в 1704 році. Він брав участь у битві під Познанню 1709 року та у битві при Гельсінгборгу у 1710 році.  
У 1710–1711 рр. він був командувачем у Щецині, та у Бендерах 1711 р. Тоді здійснив успішний похід до Константинополя.   
Після походу став генерал-губернатором Померанії і перебував на посаді з 1713 по 1747 рік.     
Після смерті Карла XII Меєрфельт приєднався до Гольштейнів (прим. це було щось на кшталт сучасної політичної партії). Разом вони підтримали висування герцога Карла Фредріка Гольштейна-Готторпа (швед. Karl Fredrik av Holstein-Gottorp) на престол.    
У 1705 році він та його молодший брат Вольмар отримали звання баронів. А у 1714 році Меєрфельт отриав звання графа.      
Вперше Меєрфельт одружився з Анною Марією Торнфліхт (швед. Anna Maria Törnflycht) в 1707 році, вона була донькою Олофа Ганссона Тернфліхта (швед. Olof Hansson Törnflycht). Їхня спільна єдина донька, Кароліна, померла в молодому дитячому віці. Після смерті дружини в 1715 році він одружився з Бритою Барнеков у 1717 році. У другому шлюбі народився Йохан Август Мейерфельдт молодший (швед. Johan August Meijerfeldt den yngre).                  
Помер Йоган Август Меєрфельт 9 листопада 1749 у Сівдеборгу в Сконе.         